# 무학
무학(無學: 1327년 10월 5일(음력 9월 20일)~1405년 10월 3일(음력 9월 11일))은 고려 말기~조선 초기의 승려이다. 속성은 박이고 이름은 자초(自超)이며, 법명은 무학(無學) · 계월헌(溪月軒)이다. 조선 태조에 의해 왕사가 되었다.

## 생애

### 생애 초기
조선 초기 변계량이 지은 무학대사비문에 의하면, 무학은 1327년 경상도 삼기군에서 박인일의 자녀로 태어났다. 그 밖에 출가 이전의 기록은 확인되지 않는다.:87
무학은 1344년 18세에 송광사에 들어가 소지 선사 밑에서 승려가 되었다. 이후 용문산(龍門山)의 혜명 국사로부터 불법을 전수받고, 묘향산의 금강굴에서 수도하였다. 1353년(공민왕 2년)에 원나라의 연경에 유학하여 인도의 지공(指空) 선사에게 가르침을 받았다. 원나라에 있는 동안 오대산(五臺山) 등 중국의 각지를 순례하였다. 그 후 고려 말기의 저명한 승려 나옹 혜근을 만나 서산(西山) 영암사(靈巖寺)에서 수년을 머물다가 1356년(공민왕 5년)에 고려로 돌아왔다.
일설에 무학은 나옹 혜근을 이어 수좌승이 되었다고 하나,:257 이는 사실이 아니다. 혜근은 말년에 회암사로 자리를 옮겼는데, 1397년에 이색이 지은 보제선자 사리석종비의 등에 의하면 무학은 회암사가 아닌 청계사의 주지를 지낸 것으로 확인된다. 또한 무학이 혜근으로부터 수좌가 되어달라는 권유를 받았다는 이야기 자체는 오직 무학의 주장에 근거해 변계량이 지은 무학대사비문에만 등장하는데, 무학대사비문에는 나옹 혜근에 관한 언급이 굉장히 높은 비중으로 등장하는 반면 나옹 혜근의 비문에는 무학이 전혀 등장하지 않는다는 사정을 고려할 때, 무학의 주장은 그 신빙성이 떨어지는 것으로 평가된다.:88-90

### 여말선초 시대
1392년(조선 태조 1년) 조선 개국 직후 왕사가 되고 묘엄존자(妙嚴尊者)의 호를 받았으며 회암사(會巖寺)에 있었다. 개국 직후부터 태조는 도읍지를 옮기려 했다. 수도를 옮기려는 태조 이성계를 따라 계룡산 및 한양을 돌아다니며 땅의 모양을 보고 도읍을 정하는 것에 의견을 내었다. 그러나 아래의 두 기사를 제외하면 조선 전기에는 무학이 조선의 천도에 영향을 끼친 어떠한 기록도 발견되지 않는다.:96-97
(계룡산에 올라) 지세(地勢)를 두루 관람하고 왕사(王師) 자초(自超)에게 물으니, 자초는 대답하였다.“능히 알 수 없습니다.”— 조선왕조실록 태조실록 3권 태조 2년 계유 2월 11일의 기사

(남경의 옛 궁궐터에서) 임금이 또 왕사(王師) 자초(自超)에게 물었다.“어떠냐?”자초가 대답하였다.“여기는 사면이 높고 수려(秀麗)하며 중앙이 평평하니, 성을 쌓아 도읍을 정할 만합니다. 그러나 여러 사람의 의견을 따라서 결정하소서.”……이에 도평의사사에 명하여 경상·전라·충청·강원·풍해·경기좌·우도의 민정(民丁)을 선발하여 성쌓는 공사를 하게 하였다.— 조선왕조실록 태조실록 6권 태조 3년 갑술 8월 13일의 기사

조선 초기에 기록상 확인되는 무학의 역할은 왕사로서 왕의 불교 신앙을 보좌하는 본래의 직무에 가까웠다. 예를 들어 고려의 도성 개경의 중앙에 연복사에는 고려 초기에 건축되었다가 허물어진 5층탑이 있었는데, 고려 말기에 거듭 실패하였던 5층탑의 중건은 외려 조선 건국 후 1392년에 들어 성공하기에 이른다. 태조실록에 중건 과정마다 선법을 강설한 것은 무학대사임이 확인되므로, 그 중건에는 무학의 역할이 상당하게 작용했음을 추론할 수 있다.:98-99

### 생애 후반

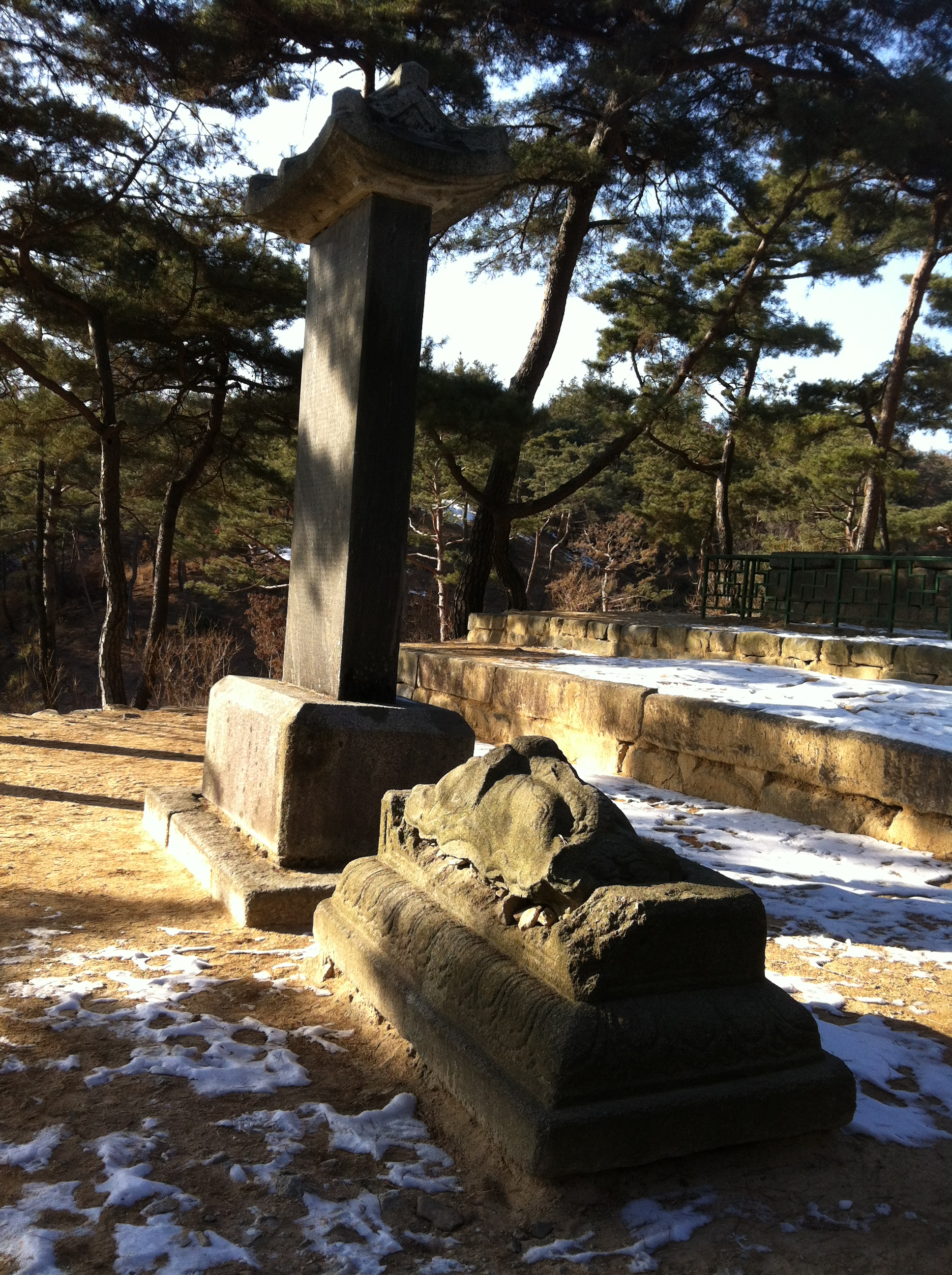
무학대사비

태조는 무학을 매우 신임하였다. 1393년 회암사에 역질이 돌자 무학의 건강을 염려하여 광명사로 옮기도록 하였고 1397년에는 장수를 기원하는 탑을 회암사 북쪽에 세워주었다. 또한 태조 자신도 왕위를 물려준 뒤 회암사에서 지내기도 하였다.
그러나 무학의 활동은 철저하게 불교 신자로서 불법과 풍수를 존중한 태조의 개인적인 후원 아래에서만 이루어졌으므로, 숭유억불을 제창한 유교국가 조선에서 무학이 활동 공간은 넓지 않았다. 심지어 태조가 왕위에서 물러난 뒤에는 무학에 대한 비난이 공공연하게 정치권에서 일어나기 시작했으며, 태종 역시 왕으로써 그러한 비판에 참여하였다.:100-102
무학은 조선 태종 2년(1401년) 회암사 감주(監主)가 되었으나, 이듬해에 사직하였고, 금강산 금장암에 들어가서 여생을 마쳤다(1405). 사망 후 태종의 명으로 무학대사비가 건립되었다.

## 야사와 민담
무학은 여러 야사와 민담의 주인공으로 등장하나, 설화들의 신빙성에는 의문이 있다.
- 무학대사에 관해 널리 알려진 야사로는 그가 왕십리의 지명을 정하는 계기가 되었다는 것이 있다. 이를테면, 무학이 왕십리에 이르러 이 터가 도읍으로 적당하다고 생각하는데 한 노인이 소를 꾸짖으며 "꼭 무학처럼 정도(正道)로 가지 않고 굽은 길을 가려느냐?"라고 꾸짖어 서방으로 십 리를 더 가 경복궁의 터를 정하였으므로, 그곳을 왕십리라고 하였다는 것이다.[10][11]
  - 그러나 1382년 고려 말기의 문신 이색이 지은 여행기에는 남경 동촌, 즉 오늘날의 동대문 일대에 '왕심민사'에서 유숙하였다는 기록이 있으므로, 무학이 도읍지를 물색하기 이전에 이미 고려 말기부터 그곳은 '왕심'이라는 지명이 있었음을 알 수 있다.[4]:84-85

- 선바위 : 서울의 성곽을 쌓을 때 정도전과 무학은 선바위를 성곽 안으로 넣을지 밖으로 둘지 다투었는데 다음 날 눈이 왔다가 녹은 자리를 보고 성곽을 쌓게 되었고 결국 선바위는 성곽 밖에 놓이게 되었다는 전설이 있다.[12]

- 일설에 무학은 일찍이 이성계의 꿈을 해몽하여 석왕사(釋王寺)를 짓게 해준 인연으로 이성계의 우우(優遇)를 받았으며, 상지술(相地術)에 밝았다고 하는데, 이러한 내용의 야사는 북로릉전지, 오산설림 등 조선 후기의 기록에 근거하고 있다.[3]
  - 먼저 1748년(영조 24년) 함경도 출신의 승지 위창조(魏昌祖)가 함경도 내에 있는 조선 태조 일가의 무덤을 조사한 '북로릉전지(北路陵殿志)'를 임금에게 바쳤는데, 여기에 조선 환조(이성계의 아버지)의 장지에 관한 일화가 나온다. 1360년(공민왕 9년)에 부친이 죽자 이성계는 명당을 구하지 못해 애를 태우는데 사제 사이의 두 승려가 명당을 두고 대화한다. 스승이 동산(東山)을 가리키며 "여기에 왕이 날 땅이 있는데 너도 아느냐?" 라고 묻자 제자가 "세 갈래 중에서 가운데 낙맥(落脈)인 짧은 산기슭이 정혈(正穴)인 듯합니다"라고 대답했다. 스승은 “네가 자세히 알지 못하는구나. 사람에게 비유하면 두 손을 쓰지만 오른손이 긴요하듯이 오른편 산기슭이 진혈(眞穴)이다”고 교정해 주었다. 가동(家僮)에게 이 대화 내용을 들은 이성계는 말을 달려 뒤쫓아 함관령(咸關嶺) 밑에서 두 승려를 만났다. 이성계가 절을 하면서 간청해 '왕이 날' 장지를 얻었다는 전설이다.
  - 또한 '북로릉전지'보다 150여 년 전에 문신 차천호가 편찬한 '오산설림(五山說林)'에는 전설이 더 자세히 기록됐다. 이성계가 두 승려를 극진히 대접하면서 장지를 가르쳐 달라고 애걸하자 두 승려는 산에 지팡이를 꽂고 말했다. "첫째 혈에는 왕후(王侯·임금)의 조짐이 있고 둘째 혈은 장상(將相)의 자리이니 하나를 택하시오." 이성계가 첫째 혈을 택하자 노승이 "너무 지나치지 않은가"라고 탓했다. 이성계가 "사람의 일이란 상(上)을 얻으려 하면 겨우 하(下)를 얻게 되는 법"이라고 변명했더니 두 승려는 웃으며 "원대로 하시오"라고 말하고 가버렸는데, 노승이 나옹(懶翁)이고 젊은 승려가 무학이라는 전설이다. 부친 장지를 다룬 이런 일화는 이성계가 만 25세 때부터 반역을 꿈꾸었다는 전설이다.
    - 그러나 무학의 해몽과 한양 천도에 대해 여러 이야기가 기록된 연려실기술의 기록들은 사실로 받아들이기엔 미흡한 점이 많으며,[6]:260 마찬가지로 '오산설림', '설봉산 석왕사기' 등에서 무학이 왕이 되기 이전의 이성계를 만나 그 왕위를 예견하였다는 내용으로 언급되는 설화들은 대부분 조선 후기에 돌연히 등장한 것으로서 그 진위에 의문이 있다.[4]:93

## 대중 문화속에 나타나는 무학
- 《조선 왕조 오백년 - 추동궁 마마》 (MBC, 1983, 배우:정진)
- 《용의 눈물》 (KBS, 1996~1998, 배우:박병호)
- 《대풍수》 (SBS, 2012~2013, 배우:안길강)
- 《정도전》 (KBS, 2014, 배우:박병호)

## 관련 문화재
- 양주 회암사지 무학대사탑 (보물 제388호)
- 경복궁 (사적 제 117호)

## 참고 문헌
- 이 문서에는 다음커뮤니케이션(현 카카오)에서 GFDL 또는 CC-SA 라이선스로 배포한 글로벌 세계대백과사전의 내용을 기초로 작성된 글이 포함되어 있습니다.